# AFCチャンピオンズリーグ2010
AFCチャンピオンズリーグ2010（AFC Champions League 2010）は、2002年 - 2003年に第1回大会が行われて以来、8回目のAFCチャンピオンズリーグである（前身も含めれば29回目）。

## 概要
グループステージ参加クラブ数は前回大会と同じ32チーム。6月11日から2010 FIFAワールドカップが開催される関係で、プレーオフが1月30日、31日と2月6日、グループステージは2月23日、24日に第1節が開催され、4月27日、28日に終了、ラウンド16が5月11日、12日といずれも前回に比べスケジュールが前倒しされる。
グループステージは、各4チーム、A〜H組の8組に分かれる。A〜D組は西地区、E〜H組は東地区と東西に分かれてのグループ分けとなり、上位2チームがノックアウトステージに進出する。
ノックアウトステージは、ラウンド16をグループステージ1位チームのホームで一発勝負。ここまでが東西に分かれての試合となる。準々決勝・準決勝はホーム・アンド・アウェー方式で2試合行われる。決勝戦は中立地での一発勝負となり、前回大会に続き、日本の国立競技場で開催される。
なお、今大会では準々決勝の抽選のみカントリープロテクションが考慮され、同じ国のクラブが2チームあった場合、準々決勝では対戦しない。ただし、同じ国のクラブが3チーム以上あった場合は、カントリープロテクションは考慮せず、その国のクラブはオープンドローとなる。
優勝チームには2010年12月にアラブ首長国連邦（UAE）で開催される、FIFAクラブワールドカップ2010の出場権が与えられる。

## 出場枠
AFCは2009年と2010年のシーズンの参加基準を承認した。
| 各国協会の評価 | 各国協会の評価             |
| -------------- | -------------------------- |
|                | 出場枠あり                 |
|                | 基準を満たさず、出場枠無し |

| 順位 | 協会                          | ポイント    | 出場枠          | 出場枠     |
| 順位 | 協会                          | ポイント    | グループ リーグ | プレーオフ |
| ---- | ----------------------------- | ----------- | --------------- | ---------- |
| 4    | サウジアラビア                | 365         | 4               | 0          |
| 5    | アラブ首長国連邦              | 356         | 3               | 1          |
| 7    | イラン                        | 340         | 4               | 0          |
| 9    | ウズベキスタン                | 289         | 2               | 0          |
| 10   | カタール                      | 270         | 2               | 0          |
| 13   | インド                        | 202         | 0               | 1          |
|      | AFCカップ2009優勝・準優勝[AC] |             | 0               | 1          |
| 合計 | 参加協会：7                   | 参加協会：7 | 15              | 3          |
| 合計 | 参加協会：7                   | 参加協会：7 | 18              |            |

| 順位 | 協会           | ポイント    | 出場枠          | 出場枠     |
| 順位 | 協会           | ポイント    | グループ リーグ | プレーオフ |
| ---- | -------------- | ----------- | --------------- | ---------- |
| 1    | 日本           | 470         | 4               | 0          |
| 2    | 韓国           | 441         | 4               | 0          |
| 3    | 中華人民共和国 | 431         | 4               | 0          |
| 6    | オーストラリア | 343         | 2               | 0          |
| 8    | インドネシア   | 296         | 1               | 1          |
| 11   | シンガポール   | 279         | 0               | 1          |
| 12   | タイ           | 221         | 0               | 1          |
| 14   | ベトナム       | 191         | 0               | 1          |
| 合計 | 参加協会：8    | 参加協会：8 | 15              | 4          |
| 合計 | 参加協会：8    | 参加協会：8 | 19              |            |

出場枠についての注釈
1. ^ AFCカップ: 2009AFCカップ優勝のアルクウェートは所属協会のクウェートがACLの基準を満たしていないため参加できなかった。

## 参加クラブ
以下のリストでは、出場回数と前回出場年はAFCチャンピオンズリーグへと名称変更された2002-03シーズン以降のシーズンのみで算出している。 (予選参加も含む)
| 西アジア (グループA-D)         | 西アジア (グループA-D)                                                      | 西アジア (グループA-D) |
| チーム                         | 出場資格                                                                    | 出場回数 (前回出場)    |
| ------------------------------ | --------------------------------------------------------------------------- | ---------------------- |
| アル・イテハド                 | 2008-09 サウジ・プロフェッショナルリーグ 優勝                               | 6回目(2009)            |
| アル・シャバブ                 | 2009 サウジ国王杯 優勝                                                      | 5回目(2009)            |
| アル・ヒラル                   | 2008-09 サウジ・プロフェッショナルリーグ 2位                                | 6回目(2009)            |
| アル・アハリ                   | 2008-09 サウジ・プロフェッショナルリーグ 3位                                | 4回目(2008)            |
| アル・アハリ                   | 2008-09 UAEプロリーグ 優勝                                                  | 4回目(2009)            |
| アル・アイン                   | 2008-09 UAEプレジデントカップ 優勝 2008-09 UAEプロリーグ 3位                | 6回目(2007)            |
| アル・ジャジーラ               | 2008-09 UAEプロリーグ 2位                                                   | 2回目(2009)            |
| エステグラル                   | 2008-09 ペルシアン・ガルフ・カップ 優勝                                     | 3回目(2009)            |
| ゾブ・アハン                   | 2008-09 ハズフィ・カップ 優勝 2008-09 ペルシアン・ガルフ・カップ 2位        | 2回目(2004)            |
| メス・ケルマーン               | 2008-09 ペルシアン・ガルフ・カップ 3位                                      | 1回目(初)              |
| セパハン                       | 2008-09 ペルシアン・ガルフ・カップ 4位                                      | 6回目(2009)            |
| ブニョドコル                   | 2009 ウズベキスタンリーグ 優勝                                              | 3回目(2009)            |
| パフタコール                   | 2009 ウズベキスタン・カップ 優勝                                            | 8回目(2009)            |
| アル・ガラファ                 | 2008-09 カタール・スターズリーグ 優勝 2008-09 カタール・アミールカップ 優勝 | 5回目(2009)            |
| アル・サッド                   | 2008-09 カタール・スターズリーグ 2位                                        | 7回目(2008)            |
| プレーオフ出場チーム: 西アジア |                                                                             |                        |
| アル・ワフダ                   | 2008-09 UAEプロリーグ 4位                                                   | 5回目(2008)            |
| チャーチル・ブラザーズ         | 2008-09 Iリーグ 優勝                                                        | 2回目(2002-03)         |
| アル・カラーマ                 | AFCカップ 2009 準優勝                                                       | 4回目(2008)            |

| 東アジア (グループE-H)         | 東アジア (グループE-H)                                                        | 東アジア (グループE-H) |
| チーム                         | 出場資格                                                                      | 出場回数 (前回出場)    |
| ------------------------------ | ----------------------------------------------------------------------------- | ---------------------- |
| 鹿島アントラーズ               | 2009 Jリーグ 優勝                                                             | 4回目(2009)            |
| ガンバ大阪                     | 2009 天皇杯 優勝 2009 Jリーグ 3位                                             | 4回目(2009)            |
| 川崎フロンターレ               | 2009 Jリーグ 2位                                                              | 3回目(2009)            |
| サンフレッチェ広島             | 2009 Jリーグ 4位                                                              | 1回目(初)              |
| 全北現代モータース             | 2009 Kリーグ 優勝                                                             | 4回目(2007)            |
| 水原三星ブルーウィングス       | 2009 韓国FAカップ 優勝                                                        | 3回目(2009)            |
| 城南一和天馬                   | 2009 Kリーグ 2位                                                              | 4回目(2007)            |
| 浦項スティーラース             | 2009 Kリーグ 3位                                                              | 3回目(2009)            |
| 北京国安                       | 2009 中国超級 優勝                                                            | 3回目(2009)            |
| 長春亜泰                       | 2009 中国超級 2位                                                             | 2回目(2008)            |
| 河南建業                       | 2009 中国超級 3位                                                             | 1回目(初)              |
| 山東魯能                       | 2009 中国超級 4位                                                             | 4回目(2009)            |
| メルボルン・ビクトリー         | 2008-09 Aリーグレギュラーシーズン 優勝 2008-09 Aリーグ ファイナルシリーズ優勝 | 2回目(2008)            |
| アデレード・ユナイテッド       | 2008-09 Aリーグレギュラーシーズン 2位                                         | 3回目(2008)            |
| プルシプラ・ジャヤプラ         | 2008-09 インドネシア・スーパーリーグ 優勝                                     | 1回目(初)              |
| プレーオフ出場チーム: 東アジア |                                                                               |                        |
| スリウィジャヤ                 | 2008-09 ピアラ・インドネシア 優勝                                             | 2回目(2009)            |
| アームド・フォーシズ           | 2009 Sリーグ 優勝                                                             | 2回目(2009)            |
| ムアントン・ユナイテッド       | 2009 タイ・プレミアリーグ 優勝                                                | 1回目(初)              |
| ダナンFC                       | 2009 Vリーグ 優勝                                                             | 2回目(2006)            |

## プレーオフ

### 東地区
準決勝
| 2010年1月30日 19:30 |

| シンガポール・ アームド・フォーシズ                            | 3 - 0    | スリウィジャヤ |
| 秋吉泰佑 7分 · マルティネス 64分 (pen.) · サーダン 89分 (pen.) | レポート |                |

| ジャラン・ベサール・スタジアム、シンガポール 観客数: 2,057人 主審: ベンジャミン・ウィリアムス |

| 2010年1月31日 16:00 |

| ダナンFC | 0 - 3    | ムアントン・ユナイテッド                            |
|          | レポート | ウォンサ 33分 · コウアコウ 45分 · ジャッカパン 81分 |

| チー・ラン・スタジアム、ダナン 観客数: 14,000人 主審: スブヒディン・モハマド・サレー |

決勝
| 2010年2月6日 19:30 |

| シンガポール・ アームド・フォーシズ                  | 0 - 0    | ムアントン・ユナイテッド                           |
|                                                      | レポート |                                                    |
|                                                      | PK戦     |                                                    |
| サーダン ウィルキンソン サンドベリ ベネット 秋吉泰佑 | 4 - 3    | タマパン ウォンサ ウィノータイ 財前宣之 サンソーク |

| ジャラン・ベサール・スタジアム、シンガポール 観客数: 2,809人 主審: 金東進 |

### 西地区
準決勝
| 2010年1月30日 19:00 |

| アル・カラーマ | 0 - 1    | アル・ワフダ  |
|                | レポート | ハミース 72分 |

| ハーリド・イブン・アル・ワリード・スタジアム、ホムス 観客数: 30,000人 主審: ヴァレンティン・コヴァレンコ |

決勝
| 2010年2月6日 19:00 |

| アル・ワフダ                                                                        | 5 - 2    | チャーチル・ブラザーズ    |
| フェルナンド・バイアーノ 45+1分, 65分 · ハミース 46分 · ジュムア 63分 · マタル 85分 | レポート | 伊藤壇 42分 · シング 77分 |

| アール・ナヒヤーン・スタジアム、アブダビ 観客数: 3,000人 主審: モフセン・トーキー |

## グループステージ

### 西地区

#### グループA
| チーム           | 勝点 | 試合 | 勝利 | 引分 | 敗戦 | 得点 | 失点 | 差 |
| ---------------- | ---- | ---- | ---- | ---- | ---- | ---- | ---- | -- |
| アル・ガラファ   | 13   | 6    | 4    | 1    | 1    | 11   | 9    | +2 |
| エステグラル     | 11   | 6    | 3    | 2    | 1    | 9    | 5    | +4 |
| アル・アハリ     | 6    | 6    | 2    | 0    | 4    | 11   | 9    | +2 |
| アル・ジャジーラ | 4    | 6    | 1    | 1    | 4    | 6    | 14   | -8 |

| 2010年2月23日 19:45 |

| アル・ジャジーラ        | 1 - 2    | アル・ガラファ                          |
| ラファエル・ソビス 55分 | レポート | エル＝アッサース 16分 · マフムード 53分 |

| ムハンマド・ビン・ザーイド・スタジアム、アブダビ 観客数: 5,810 主審: 西村雄一 |

| 2010年2月23日 20:20 |

| アル・アハリ        | 1 - 2    | エステグラル            |
| アッ＝ラーヒブ 86分 | レポート | マジーディー 12分, 76分 |

| プリンス・アブドゥッラー・アル・ファイサル・スタジアム、ジッダ 観客数: 16,000 主審: 高山啓義 |

| 2010年3月9日 17:30 |

| エステグラル | 0 - 0    | アル・ジャジーラ |
|              | レポート |                  |

| アザディ・スタジアム、テヘラン 観客数: 32,000 主審: チョ・ミュンヨン |

| 2010年3月9日 18:40 |

| アル・ガラファ                                                 | 3 - 2    | アル・アハリ                                |
| アッ＝ザイン 2分 · アッ＝シャンマリー 80分 · アラウージョ 81分 | レポート | マルシーニョ 45分 · アル＝ジャイザウィ 64分 |

| アル・ガラファスタジアム、ドーハ 観客数: 6,091 主審: ムフセン・バスマ |

| 2010年3月23日 17:30 |

| エステグラル                               | 3 - 0    | アル・ガラファ |
| マジーディー 12分 54分 · モンタゼリー 79分 | レポート |                |

| アザディ・スタジアム、テヘラン 観客数: 60,000 主審: ヴァレンティン・コヴァレンコ |

| 2010年3月23日 20:30 |

| アル・アハリ                                                               | 5 - 1    | アル・ジャジーラ |
| シモンス 2分 · マルシーニョ 55分 78分 · アル＝ジャイザーウィー 57分 90+2分 | レポート | クタナン 62分    |

| プリンス・アブドゥッラー・アル・ファイサル・スタジアム、ジッダ 観客数: 11,000 主審: ラフシャン・イルマトフ |

| 2010年3月31日 18:45 |

| アル・ガラファ    | 1 - 1    | エステグラル    |
| マフムード 45+3分 | レポート | サーレヒー 59分 |

| アル・ガラファスタジアム、ドーハ 観客数: 6,023 主審: ピーター・グリーン |

| 2010年3月31日 19:30 |

| アル・ジャジーラ | 0 - 2    | アル・アハリ       |
|                  | レポート | シモンス 7分, 50分 |

| ムハンマド・ビン・ザーイド・スタジアム、アブダビ 観客数: 2,006 主審: マリク・アブドゥル・バシール |

| 2010年4月14日 17:30 |

| エステグラル                      | 2 - 1    | アル・アハリ         |
| サーレヒー 24分 · サーデギー 44分 | レポート | シモンス 35分 (pen.) |

| アザディ・スタジアム、テヘラン 観客数: 64,840 主審: 孫葆潔 |

| 2010年4月14日 19:00 |

| アル・ガラファ                                        | 4 - 2    | アル・ジャジーラ                      |
| アラウージョ 11分, 41分, 46分 · エル＝アッサース 65分 | レポート | ラファエル・ソビス 74分 · ムーサ 88分 |

| アル・ガラファスタジアム、ドーハ 観客数: 5,432 主審: 金東進 |

| 2010年4月28日 19:45 |

| アル・ジャジーラ              | 2 - 1    | エステグラル      |
| バシール 51分 · アハマド 53分 | レポート | マジーディー 38分 |

| ムハンマド・ビン・ザーイド・スタジアム、アブダビ 観客数: 2,129 主審: 東城穣 |

| 2010年4月28日 20:40 |

| アル・アハリ | 0 - 1    | アル・ガラファ  |
|              | レポート | カーミル 90+2分 |

| プリンス・アブドゥッラー・アル・ファイサル・スタジアム、ジッダ 観客数: 500 主審: ベンジャミン・ウィリアムス |

#### グループB
| チーム         | 勝点 | 試合 | 勝利 | 引分 | 敗戦 | 得点 | 失点 | 差  |
| -------------- | ---- | ---- | ---- | ---- | ---- | ---- | ---- | --- |
| ゾブ・アハン   | 13   | 6    | 4    | 1    | 1    | 8    | 3    | +5  |
| ブニョドコル   | 10   | 6    | 3    | 1    | 2    | 10   | 7    | +3  |
| アル・イテハド | 8    | 6    | 2    | 2    | 2    | 9    | 7    | +2  |
| アル・ワフダ   | 3    | 6    | 1    | 0    | 5    | 3    | 13   | -10 |

| 2010年2月23日 16:00 |

| ブニョドコル                                   | 3 - 0    | アル・イテハド |
| リバウド 3分 · ハサノフ 21分 · デニウソン 66分 | レポート |                |

| JARスタジアム、タシュケント 観客数: 7,500 主審: ベンジャミン・ウィリアムス |

| 2010年2月23日 17:30 |

| ゾブ・アハン  | 1 - 0    | アル・ワフダ |
| イゴール 60分 | レポート |              |

| フーラッドシャフル・スタジアム、エスファハーン 観客数: 4,568 主審: 東城穣 |

| 2010年3月9日 19:20 |

| アル・ワフダ          | 1 - 2    | ブニョドコル          |
| アル＝カシーリー 89分 | レポート | デニウソン 37分, 85分 |

| アール・ナヒヤーン・スタジアム、アブダビ 観客数: 5,000 主審: アブドゥッラー・バリデー |

| 2010年3月9日 20:35 |

| アル・イテハド                | 2 - 2    | ゾブ・アハン                      |
| ズィヤーヤ 12分 · ヌール 41分 | レポート | ファルハーディー 50分 · ガジ 52分 |

| プリンス・アブドゥッラー・アル・ファイサル・スタジアム、ジッダ 観客数: 15,343 主審: アブドゥルラフマン・アブドゥ |

| 2010年3月24日 18:00 |

| ゾブ・アハン                                  | 3 - 0    | ブニョドコル |
| ホセイニー 38分 · ガジ 54分 · ハラトバリ 80分 | レポート |              |

| フーラッドシャフル・スタジアム、エスファハーン 観客数: 5,250 主審: チョ・ミュンヨン |

| 2010年3月24日 19:30 |

| アル・ワフダ | 0 - 2    | アル・イテハド                  |
|              | レポート | ズィヤーヤ 17分 · ヌール 90+2分 |

| アール・ナヒヤーン・スタジアム、アブダビ 観客数: 8,553 主審: 譚海 |

| 2010年3月30日 17:00 |

| ブニョドコル | 0 - 1    | ゾブ・アハン    |
|              | レポート | ハラトバリ 29分 |

| JARスタジアム、タシュケント 観客数: 9,000 主審: 孫葆潔 |

| 2010年3月30日 20:45 |

| アル・イテハド                                                | 4 - 0    | アル・ワフダ |
| ズィヤーヤ 12分 · カリーリー 17分, 19分 · アン＝ニムリー 32分 | レポート |              |

| プリンス・アブドゥッラー・アル・ファイサル・スタジアム、ジッダ 観客数: 15,500 主審: チャイヤ・マハパブ |

| 2010年4月14日 19:35 |

| アル・ワフダ  | 1 - 0    | ゾブ・アハン |
| アミーン 72分 | レポート |              |

| アール・ナヒヤーン・スタジアム、アブダビ 観客数: 1,575 主審: ナワフ・シュクララ |

| 2010年4月14日 20:50 |

| アル・イテハド | 1 - 1    | ブニョドコル  |
| ヌール 38分    | レポート | ソリエフ 62分 |

| プリンス・アブドゥッラー・アル・ファイサル・スタジアム、ジッダ 観客数: 17,500 主審: 西村雄一 |

| 2010年4月28日 18:00 |

| ブニョドコル                                            | 4 - 1    | アル・ワフダ                 |
| リバウド 29分 · デニウソン 31分, 57分 · ハイダロフ 79分 | レポート | アブドゥッラー 90+2分 (pen.) |

| JARスタジアム、タシュケント 観客数: 7,992 主審: 金東進 |

| 2010年4月28日 18:30 |

| ゾブ・アハン    | 1 - 0    | アル・イテハド |
| ハラトバリ 56分 | レポート |                |

| フーラッドシャフル・スタジアム、エスファハーン 観客数: 5,961 主審: ピーター・グリーン |

#### グループC
| チーム         | 勝点 | 試合 | 勝利 | 引分 | 敗戦 | 得点 | 失点 | 差 |
| -------------- | ---- | ---- | ---- | ---- | ---- | ---- | ---- | -- |
| アル・シャバブ | 10   | 6    | 3    | 1    | 2    | 10   | 8    | +2 |
| パフタコール   | 9    | 6    | 3    | 0    | 3    | 8    | 10   | -2 |
| セパハン       | 8    | 6    | 2    | 2    | 2    | 5    | 5    | 0  |
| アル・アイン   | 7    | 6    | 2    | 1    | 3    | 8    | 8    | 0  |

| 2010年2月24日 19:20 |

| アル・アイン | 0 - 1    | パフタコール        |
|              | レポート | ゲヴォルクヤン 60分 |

| シェイク・ハリーファ国際スタジアム、アル・アイン 観客数: 6,405 主審: 孫葆潔 |

| 2010年2月24日 20:20 |

| アル・シャバブ        | 1 - 1    | セパハン        |
| ビン・スルターン 69分 | レポート | ホセイニー 14分 |

| キング・ファハド国際スタジアム、リヤド 観客数: 7,000 主審: アブドゥルラフマン・アブドゥ |

| 2010年3月10日 17:00 |

| セパハン | 0 - 0    | アル・アイン |
|          | レポート |              |

| フーラッドシャフル・スタジアム、エスファハーン 観客数: 8,000 主審: マリク・アブドゥル・バシール |

| 2010年3月10日 17:00 |

| パフタコール  | 1 - 3    | アル・シャバブ                              |
| アジゾフ 77分 | レポート | フラヴィオ 63分, 73分 · アル＝カアビー 90分 |

| パフタコール・スタジアム、タシュケント 観客数: 12,000 主審: 東城穣 |

| 2010年3月23日 17:00 |

| パフタコール                          | 2 - 1    | セパハン                    |
| ゲヴォルクヤン 38分 · ゲインリフ 71分 | レポート | ジャムシーディヤーン 45+1分 |

| パフタコール・スタジアム、タシュケント 観客数: 9,500 主審: ムフセン・バスマ |

| 2010年3月23日 19:30 |

| アル・アイン                  | 2 - 1    | アル・シャバブ      |
| エメルソン 14分 · サンド 23分 | レポート | ビン・サラン 45+1分 |

| シェイク・ハリーファ国際スタジアム、アル・アイン 観客数: 4,607 主審: 金東進 |

| 2010年3月31日 18:00 |

| セパハン                      | 2 - 0    | パフタコール |
| トゥーレ 74分 · ベンガル 75分 | レポート |              |

| フーラッドシャフル・スタジアム、エスファハーン 観客数: 9,570 主審: アブドゥッラー・バリデー |

| 2010年3月31日 20:30 |

| アル・シャバブ                          | 3 - 2    | アル・アイン                     |
| フラヴィオ 12分, 66分 · カマーチョ 83分 | レポート | サンド 31分 · ネダー 56分 (o.g.) |

| キング・ファハド国際スタジアム、リヤド 観客数: 1,000 主審: ムフセン・バスマ |

| 2010年4月13日 18:00 |

| パフタコール               | 3 - 2    | アル・アイン                            |
| アフメドフ 9分, 12分, 29分 | レポート | バルディビア 2分 · スユノフ 20分 (o.g.) |

| パフタコール・スタジアム、タシュケント 観客数: 14,600 主審: マシュー・ブリーズ |

| 2010年4月13日 18:30 |

| セパハン                 | 1 - 0    | アル・シャバブ |
| ジャムシーディヤーン 9分 | レポート |                |

| フーラッドシャフル・スタジアム、エスファハーン 観客数: 9,500 主審: スブヒディン・モハマド・サレー |

| 2010年4月27日 19:50 |

| アル・アイン       | 2 - 0    | セパハン |
| サンド 43分 (pen.) | レポート |          |

| シェイク・ハリーファ国際スタジアム、アル・アイン 観客数: 1,543 主審: 高山啓義 |

| 2010年4月27日 20:40 |

| アル・シャバブ                           | 2 - 1    | パフタコール  |
| カマーチョ 64分 (pen.) · フラヴィオ 86分 | レポート | カリモフ 31分 |

| キング・ファハド国際スタジアム、リヤド 観客数: 7,251 主審: チョ・ミュンヨン |

#### グループD
| チーム           | 勝点 | 試合 | 勝利 | 引分 | 敗戦 | 得点 | 失点 | 差 |
| ---------------- | ---- | ---- | ---- | ---- | ---- | ---- | ---- | -- |
| アル・ヒラル     | 11   | 6    | 3    | 2    | 1    | 11   | 7    | +4 |
| メス・ケルマーン | 9    | 6    | 3    | 0    | 3    | 13   | 13   | 0  |
| アル・サッド     | 8    | 6    | 2    | 2    | 2    | 12   | 9    | +3 |
| アル・アハリ     | 5    | 6    | 1    | 2    | 3    | 9    | 16   | -7 |

| 2010年2月24日 17:55 |

| アル・サッド | 0 - 3    | アル・ヒラル                                         |
|              | レポート | アル＝カフタニ 9分, 66分 · チアゴ・ネーヴィス 90+3分 |

| ジャシム・ビン・ハマド・スタジアム、ドーハ 観客数: 11,100 主審: ラフシャン・イルマトフ |

| 2010年2月24日 19:00 |

| メス・ケルマーン                                             | 4 - 2    | アル・アハリ                        |
| セイフィー 20分 · ラジャブザーデ 75分 85分 · サーメレ 90+3分 | レポート | ハーミス 45+2分 · マアダンチー 57分 |

| シャヒード・バーホナル・スタジアム、ケルマーン 観客数: 10,000 主審: ヴァレンティン・コヴァレンコ |

| 2010年3月10日 19:15 |

| アル・アハリ | 0 - 5    | アル・サッド                                                  |
|              | レポート | アフィーフ 36分 · レアンドロ 44分, 45分, 76分 · アハマド 64分 |

| アール・ラーシド・スタジアム、ドバイ 観客数: 1,351 主審: 金東進 |

| 2010年3月10日 20:25 |

| アル・ヒラル                                                 | 3 - 1    | メス・ケルマーン |
| ヴィルヘルムソン 3分 · ハウサウィ 14分 · アル＝カフタニ 81分 | レポート | サーメレ 90+3分  |

| キング・ファハド国際スタジアム、リヤド 観客数: 22,000 主審: 譚海 |

| 2010年3月24日 18:10 |

| アル・サッド                                                  | 4 - 1    | メス・ケルマーン |
| レアンドロ 46分, 49分 · フェリペ 53分 · アル＝ブルーシー 60分 | レポート | ルシアーノ 21分  |

| ジャシム・ビン・ハマド・スタジアム、ドーハ 観客数: 5,672 主審: 高山啓義 |

| 2010年3月24日 20:30 |

| アル・ヒラル            | 1 - 1    | アル・アハリ        |
| アル＝メフヤーニー 48分 | レポート | アブドラッブ 90+1分 |

| キング・ファハド国際スタジアム、リヤド 観客数: 12,000 主審: ナワフ・シュクララ |

| 2010年3月30日 18:00 |

| メス・ケルマーン                                          | 3 - 1    | アル・サッド   |
| ルシアーノ 37分 · サーメレ 48分 · パウロ・ザルトロン 83分 | レポート | ハルファン 7分 |

| シャヒード・バーホナル・スタジアム、ケルマーン 観客数: 9,000 主審: ベンジャミン・ウィリアムス |

| 2010年3月30日 19:25 |

| アル・アハリ                | 2 - 3    | アル・ヒラル                                                |
| カリル 43分 · セザール 65分 | レポート | アル＝カフタニ 10分 · ヴィルヘルムソン 15分 · 李榮杓 90+2分 |

| アール・ラーシド・スタジアム、ドバイ 観客数: 4,000 主審: 西村雄一 |

| 2010年4月13日 19:35 |

| アル・アハリ                                      | 2 - 1    | メス・ケルマーン    |
| ホセインハーニー 30分 (o.g.) · カリル 83分 (pen.) | レポート | ラジャブザーデ 75分 |

| アール・ラーシド・スタジアム、ドバイ 観客数: 1,223 主審: ムフセン・バスマ |

| 2010年4月13日 20:35 |

| アル・ヒラル | 0 - 0    | アル・サッド |
|              | レポート |              |

| キング・ファハド国際スタジアム、リヤド 観客数: 17,000 主審: アブドゥッラー・アル・ヒラリ |

| 2010年4月27日 18:00 |

| メス・ケルマーン                                                 | 3 - 1    | アル・ヒラル            |
| ルシアーノ 1分 · パウロ・ザルトロン 76分 · ラジャブザーデ 90+2分 | レポート | アル＝メフヤーニー 51分 |

| シャヒード・バーホナル・スタジアム、ケルマーン 観客数: 11,100 主審: 當麻政明 |

| 2010年4月27日 18:25 |

| アル・サッド                          | 2 - 2    | アル・アハリ                                |
| フェリペ 16分 · アル＝ブルーシー 20分 | レポート | バレー 14分 · アリ・アッバス・ヤシン 90+3分 |

| ジャシム・ビン・ハマド・スタジアム、ドーハ 観客数: 5,100 主審: チャイヤ・マハパブ |

### 東地区

#### グループE
| チーム                 | 勝点 | 試合 | 勝利 | 引分 | 敗戦 | 得点 | 失点 | 差 |
| ---------------------- | ---- | ---- | ---- | ---- | ---- | ---- | ---- | -- |
| 城南一和               | 15   | 6    | 5    | 0    | 1    | 11   | 6    | +5 |
| 北京国安               | 10   | 6    | 3    | 1    | 2    | 7    | 5    | +2 |
| 川崎フロンターレ       | 6    | 6    | 2    | 0    | 4    | 8    | 8    | 0  |
| メルボルン・ビクトリー | 4    | 6    | 1    | 1    | 4    | 3    | 10   | -7 |

| 2010年2月23日 19:00 |

| 城南一和                          | 2 - 0    | 川崎フロンターレ |
| モリーナ 35分 · ラドンチッチ 78分 | レポート |                  |

| 炭川総合運動場、城南 観客数: 4,983 主審: スブヒディン・モハマド・サレー |

| 2010年2月23日 19:30 |

| 北京国安        | 1 - 0    | メルボルン・ビクトリー |
| グリフィス 52分 | レポート |                        |

| 北京工人体育場、北京 観客数: 31,000 主審: アリ・アル・バドワウィ |

| 2010年3月9日 19:00 |

| 川崎フロンターレ | 1 - 3    | 北京国安                            |
| 菊地光将 39分    | レポート | グリフィス 37分 · 王長慶 65分, 86分 |

| 等々力陸上競技場、川崎 観客数: 6,606 主審: サイード・モザファリザデフヤジ |

| 2010年3月9日 19:30 |

| メルボルン・ビクトリー | 0 - 2    | 城南一和                          |
|                        | レポート | オグネノヴスキ 40分 · 尹榮善 85分 |

| エティハド・スタジアム、メルボルン 観客数: 7,899 主審: ナワフ・シュクララ |

| 2010年3月23日 19:00 |

| 川崎フロンターレ                                             | 4 - 0    | メルボルン・ビクトリー |
| 鄭大世 3分 · 黒津勝 11分 · レナチーニョ 22分 · 谷口博之 90分 | レポート |                        |

| 等々力陸上競技場、川崎 観客数: 9,728 主審: カリル・アル・ガムディ |

| 2010年3月23日 19:00 |

| 城南一和                                        | 3 - 1    | 北京国安  |
| 宋号栄 79分 · ラドンチッチ 87分 · 趙在喆 90+7分 | レポート | ロス 18分 |

| 炭川総合運動場、城南 観客数: 1,224 主審: マスード・モラディ・ハサナリ |

| 2010年3月31日 19:30 |

| メルボルン・ビクトリー | 1 - 0    | 川崎フロンターレ |
| マスカット 60分 (pen.) | レポート |                  |

| エティハド・スタジアム、メルボルン 観客数: 6,011 主審: サイード・モザファリザデフヤジ |

| 2010年3月31日 19:30 |

| 北京国安 | 0 - 1    | 城南一和      |
|          | レポート | モリーナ 73分 |

| 北京工人体育場、北京 観客数: 31,200 主審: カリル・アル・ガムディ |

| 2010年4月14日 19:00 |

| 川崎フロンターレ                                        | 3 - 0    | 城南一和 |
| 谷口博之 4分 · 田坂祐介 21分 · レナチーニョ 69分 (pen.) | レポート |          |

| 等々力陸上競技場、川崎 観客数: 10,403 主審: アブドゥルラフマン・アブドゥ |

| 2010年4月14日 19:30 |

| メルボルン・ビクトリー | 0 - 0    | 北京国安 |
|                        | レポート |          |

| エティハド・スタジアム、メルボルン 観客数: 6,394 主審: マリク・アブドゥル・バシール |

| 2010年4月28日 19:00 |

| 城南一和                                | 3 - 2    | メルボルン・ビクトリー                  |
| 全光眞 28分 · 南宮道 74分 · 趙在喆 84分 | レポート | ドゥガンジッチ 46分 · ポンデリャク 78分 |

| 炭川総合運動場、城南 観客数: 502 主審: モハメド・アル・ザルーニ |

| 2010年4月28日 19:30 |

| 北京国安                        | 2 - 0    | 川崎フロンターレ |
| グリフィス 26分 · ヴァウド 47分 | レポート |                  |

| 北京工人体育場、北京 観客数: 40,000 主審: ヴァレンティン・コヴァレンコ |

#### グループF
| チーム                 | 勝点 | 試合 | 勝利 | 引分 | 敗戦 | 得点 | 失点 | 差  |
| ---------------------- | ---- | ---- | ---- | ---- | ---- | ---- | ---- | --- |
| 鹿島アントラーズ       | 18   | 6    | 6    | 0    | 0    | 14   | 3    | +11 |
| 全北現代               | 12   | 6    | 4    | 0    | 2    | 17   | 6    | +11 |
| 長春亜泰               | 3    | 6    | 1    | 0    | 5    | 10   | 7    | +3  |
| プルシプラ・ジャヤプラ | 3    | 6    | 1    | 0    | 5    | 4    | 29   | -25 |

| 2010年2月23日 19:00 |

| 鹿島アントラーズ | 1 - 0    | 長春亜泰 |
| 中田浩二 42分    | レポート |          |

| カシマサッカースタジアム、鹿嶋 観客数: 5,757 主審: マスード・モラディ・ハサナリ |

| 2010年2月23日 19:00 |

| プルシプラ・ジャヤプラ | 1 - 4    | 全北現代                                       |
| パエ 68分              | レポート | 金承龍 17分 (pen.) · ロブレク 26分, 67分, 82分 |

| ゲロラ・ブン・カルノ・スタジアム、ジャカルタ 観客数: 7,534 主審: マリク・アブドゥル・バシール |

| 2010年3月9日 14:30 |

| 長春亜泰                                                                            | 9 - 0    | プルシプラ・ジャヤプラ |
| 高健 25分, 35分, 56分 · ウッドリー 43分, 53分, 57分 · 劉衛東 64分, 90分 · 王博 85分 | レポート |                        |

| 長春体育場、長春 観客数: 15,000 主審: チャイヤ・マハパブ |

| 2010年3月9日 19:00 |

| 全北現代        | 1 - 2    | 鹿島アントラーズ            |
| エニーニョ 42分 | レポート | 中田浩二 70分 · 遠藤康 90分 |

| 全州ワールドカップ競技場、全州 観客数: 3,800 主審: ヴァレンティン・コヴァレンコ |

| 2010年3月24日 14:30 |

| 長春亜泰    | 1 - 2    | 全北現代                  |
| 杜震宇 65分 | レポート | 崔兌旭 75分 · 李東国 86分 |

| 長春体育場、長春 観客数: 18,000 主審: アブドゥッラー・アル・ヒラリ |

| 2010年3月24日 19:00 |

| 鹿島アントラーズ                                                                   | 5 - 0    | プルシプラ・ジャヤプラ |
| 新井場徹 39分 · マルキーニョス 45分, 77分 · 小笠原満男 66分 (pen.) · 大迫勇也 68分 | レポート |                        |

| カシマサッカースタジアム、鹿嶋 観客数: 4,708 主審: モハメド・アル・ザルーニ |

| 2010年3月30日 19:00 |

| 全北現代    | 1 - 0    | 長春亜泰 |
| 李東国 55分 | レポート |          |

| 全州ワールドカップ競技場、全州 観客数: 5,860 主審: モフセン・トーキー |

| 2010年3月30日 16:00 |

| プルシプラ・ジャヤプラ | 1 - 3    | 鹿島アントラーズ                           |
| パエ 19分              | レポート | 遠藤康 1分 · 興梠慎三 26分 · 内田篤人 34分 |

| ゲロラ・ブン・カルノ・スタジアム、ジャカルタ 観客数: 732 主審: ナワフ・シュクララ |

| 2010年4月14日 14:30 |

| 長春亜泰 | 0 - 1    | 鹿島アントラーズ |
|          | レポート | 興梠慎三 37分    |

| 長春体育場、長春 観客数: 6,000 主審: アリ・アル・バドワウィ |

| 2010年4月14日 19:00 |

| 全北現代                                                                                         | 8 - 0    | プルシプラ・ジャヤプラ |
| エニーニョ 12分, 56分 · 沈愚燃 30分, 80分, 85分 · 李東国 40分 (pen.) · 徐訂晋 59分 · 林相協 81分 | レポート |                        |

| 全州ワールドカップ競技場、全州 観客数: 1,862 主審: アブドゥッラー・バリデー |

| 2010年4月28日 19:00 |

| 鹿島アントラーズ            | 2 - 1    | 全北現代    |
| 李正秀 20分 · 野沢拓也 22分 | レポート | 陳経先 77分 |

| カシマサッカースタジアム、鹿嶋 観客数: 6,490 主審: マスード・モラディ・ハサナリ |

| 2010年4月28日 19:00 |

| プルシプラ・ジャヤプラ          | 2 - 0    | 長春亜泰 |
| イヴァクダラム 27分 · パエ 65分 | レポート |          |

| ゲロラ・ブン・カルノ・スタジアム、ジャカルタ 観客数: 500 主審: タエブ・シャムスッザマン |

#### グループG
| チーム                              | 勝点 | 試合 | 勝利 | 引分 | 敗戦 | 得点 | 失点 | 差  |
| ----------------------------------- | ---- | ---- | ---- | ---- | ---- | ---- | ---- | --- |
| 水原三星                            | 13   | 6    | 4    | 1    | 1    | 13   | 4    | +9  |
| ガンバ大阪                          | 12   | 6    | 3    | 3    | 0    | 11   | 5    | +6  |
| シンガポール・ アームド・フォーシズ | 4    | 6    | 1    | 1    | 4    | 6    | 16   | -10 |
| 河南建業                            | 3    | 6    | 0    | 3    | 3    | 3    | 8    | -5  |

| 2010年2月24日 19:30 |

| 水原三星 | 0 - 0    | ガンバ大阪 |
|          | レポート |            |

| 水原ワールドカップ競技場、水原 観客数: 17,264 主審: マシュー・ブリーズ |

| 2010年2月24日 20:00 |

| 河南建業 | 0 - 0    | シンガポール・ アームド・フォーシズ |
|          | レポート |                                     |

| 鄭州航海体育場、鄭州 観客数: 20,893 主審: モフセン・トーキー |

| 2010年3月10日 19:00 |

| ガンバ大阪           | 1 - 1    | 河南建業 |
| ルーカス 35分 (pen.) | レポート | 張璐 3分 |

| 万博記念競技場、吹田 観客数: 7,598 主審: アリ・アル・バドワウィ |

| 2010年3月10日 19:30 |

| シンガポール・ アームド・フォーシズ | 0 - 2    | 水原三星                                |
|                                     | レポート | ジュニーニョ 45+1分 · ジョゼ・モタ 73分 |

| ジャラン・ベサール・スタジアム、シンガポール 観客数: 2,674 主審: モハメド・アル・ザルーニ |

| 2010年3月23日 19:30 |

| シンガポール・ アームド・フォーシズ | 2 - 4    | ガンバ大阪                               |
| グナワン 32分 · サンドベリ 62分     | レポート | 平井将生 6分, 46分, 81分 · 中澤聡太 70分 |

| ジャラン・ベサール・スタジアム、シンガポール 観客数: 3,226 主審: アブドゥルラフマン・アブドゥ |

| 2010年3月23日 20:00 |

| 河南建業 | 0 - 2    | 水原三星                |
|          | レポート | ジョゼ・モタ 47分, 59分 |

| 鄭州航海体育場、鄭州 観客数: 20,666 主審: タエブ・シャムスッザマン |

| 2010年3月31日 19:00 |

| ガンバ大阪                                          | 3 - 0    | シンガポール・ アームド・フォーシズ |
| 安田理大 28分 · 平井将生 55分 · ゼ・カルロス 90+2分 | レポート |                                     |

| 万博記念競技場、吹田 観客数: 7,526 主審: ヴァレンティン・コヴァレンコ |

| 2010年3月31日 19:30 |

| 水原三星                          | 2 - 0    | 河南建業 |
| ジョゼ・モタ 11分 · 金大儀 90+1分 | レポート |          |

| 水原ワールドカップ競技場、水原 観客数: 11,456 主審: ラフシャン・イルマトフ |

| 2010年4月13日 19:00 |

| ガンバ大阪                        | 2 - 1    | 水原三星          |
| 二川孝広 61分 · 宇佐美貴史 90+2分 | レポート | ジョゼ・モタ 58分 |

| 万博記念競技場、吹田 観客数: 12,311 主審: マスード・モラディ・ハサナリ |

| 2010年4月13日 19:30 |

| シンガポール・ アームド・フォーシズ | 2 - 1    | 河南建業  |
| ベネット 65分 · グナワン 77分       | レポート | 于楽 71分 |

| ジャラン・ベサール・スタジアム、シンガポール 観客数: 2,278 主審: ベンジャミン・ウィリアムス |

| 2010年4月27日 19:30 |

| 水原三星                                                                  | 6 - 2    | シンガポール・ アームド・フォーシズ |
| ジョゼ・モタ 11分, 38分 · 李炫珍 13分 · 郭熙柱 28分 · 廉基勳 46分, 90+2分 | レポート | マルティネス 5分 · ロヴリッチ 69分  |

| 水原ワールドカップ競技場、水原 観客数: 2,963 主審: ムフセン・バスマ |

| 2010年4月27日 20:00 |

| 河南建業      | 1 - 1    | ガンバ大阪      |
| 宋泰林 90+2分 | レポート | 宇佐美貴史 39分 |

| 鄭州航海体育場、鄭州 観客数: 17,645 主審: アブドゥッラー・バリデー |

#### グループH
| チーム                   | 勝点 | 試合 | 勝利 | 引分 | 敗戦 | 得点 | 失点 | 差 |
| ------------------------ | ---- | ---- | ---- | ---- | ---- | ---- | ---- | -- |
| アデレード・ユナイテッド | 10   | 6    | 3    | 1    | 2    | 6    | 4    | +2 |
| 浦項スティーラース       | 10   | 6    | 3    | 1    | 2    | 8    | 7    | +1 |
| サンフレッチェ広島       | 9    | 6    | 3    | 0    | 3    | 11   | 11   | 0  |
| 山東魯能                 | 6    | 6    | 2    | 0    | 4    | 5    | 8    | -3 |

| 2010年2月24日 19:00 |

| サンフレッチェ広島 | 0 - 1    | 山東魯能  |
|                    | レポート | 韓鵬 77分 |

| 広島ビッグアーチ、広島 観客数: 11,955 主審: アブドゥッラー・バリデー |

| 2010年2月24日 19:30 |

| アデレード・ユナイテッド | 1 - 0    | 浦項スティーラース |
| レッキー 45+1分          | レポート |                    |

| ハインドマーシュ・スタジアム、アデレード 観客数: 8,374 主審: ムフセン・バスマ |

| 2010年3月10日 15:30 |

| 山東魯能 | 0 - 2    | アデレード・ユナイテッド            |
|          | レポート | ファン・ダイク 27分 · レッキー 70分 |

| 山東省体育中心体育場、済南 観客数: 22,176 主審: アリレザ・ファガニー |

| 2010年3月10日 19:30 |

| 浦項スティーラース              | 2 - 1    | サンフレッチェ広島     |
| 黄載元 54分 · アウミール 90+2分 | レポート | ストヤノフ 89分 (pen.) |

| 浦項スティールヤード、浦項 観客数: 10,293 主審: モフセン・トーキー |

| 2010年3月24日 19:30 |

| アデレード・ユナイテッド                            | 3 - 2    | サンフレッチェ広島            |
| ドッド 11分 · コーンスウェイト 77分 · カッシオ 82分 | レポート | 森崎和幸 55分 · 髙柳一誠 75分 |

| ハインドマーシュ・スタジアム、アデレード 観客数: 12,841 主審: スブヒディン・モハマド・サレー |

| 2010年3月24日 19:30 |

| 浦項スティーラース | 1 - 0    | 山東魯能 |
| 盧炳俊 7分         | レポート |          |

| 浦項スティールヤード、浦項 観客数: 10,128 主審: アリ・アル・バドワウィ |

| 2010年3月30日 19:00 |

| サンフレッチェ広島 | 1 - 0    | アデレード・ユナイテッド |
| 佐藤寿人 45分      | レポート |                          |

| 広島ビッグアーチ、広島 観客数: 12,094 主審: アリ・アル・バドワウィ |

| 2010年3月30日 19:30 |

| 山東魯能    | 1 - 2    | 浦項スティーラース        |
| 李金羽 74分 | レポート | 金在成 51分 · 金泰洙 86分 |

| 山東省体育中心体育場、済南 観客数: 11,810 主審: スブヒディン・モハマド・サレー |

| 2010年4月13日 19:30 |

| 浦項スティーラース | 0 - 0    | アデレード・ユナイテッド |
|                    | レポート |                          |

| 浦項スティールヤード、浦項 観客数: 8,217 主審: ラフシャン・イルマトフ |

| 2010年4月13日 19:30 |

| 山東魯能                  | 2 - 3    | サンフレッチェ広島                  |
| 韓鵬 45分 · ベンソン 85分 | レポート | 森崎浩司 73分 · 李忠成 78分, 90+1分 |

| 山東省体育中心体育場、済南 観客数: 8,876 主審: カリル・アル・ガムディ |

| 2010年4月27日 19:00 |

| サンフレッチェ広島                                                  | 4 - 3    | 浦項スティーラース             |
| 大﨑淳矢 1分 · 李忠成 30分 · 桒田慎一朗 42分 · 槙野智章 81分 (pen.) | レポート | 金在成 4分, 47分 · 申光敏 62分 |

| 広島ビッグアーチ、広島 観客数: 5,612 主審: アブドゥッラー・アル・ヒラリ |

| 2010年4月27日 19:30 |

| アデレード・ユナイテッド | 0 - 1    | 山東魯能  |
|                          | レポート | 李微 52分 |

| ハインドマーシュ・スタジアム、アデレード 観客数: 10,313 主審: ナワフ・シュクララ |

## ラウンド16
- 2010年5月11日、12日に開催される。
- 東西に分かれ、グループ1位クラブと他グループ2位クラブとの対戦。グループ1位クラブのホームでの一発勝負。
- アウェーゴールルールは適用されない。

### 西アジア
| 2010年5月11日 19:20 |

| アル・ガラファ           | 1 - 0    | パフタコール |
| アラウージョ 86分 (pen.) | レポート |              |

| アル・ガラファスタジアム、ドーハ 観客数: 7,283 主審: ムフセン・バスマ |

| 2010年5月11日 20:45 |

| アル・シャバブ                                                          | 3 - 2    | エステグラル                                 |
| ビン・スルターン 22分 · アッ＝ターイブ 48分 · アル＝ジャイザーニー 88分 | レポート | アクバルプール 24分 (pen.) · カーゼミー 31分 |

| キング・ファハド国際スタジアム、リヤド 観客数: 6,853 主審: 當麻政明 |

| 2010年5月12日 19:00 |

| ゾブ・アハン  | 1 - 0    | メス・ケルマーン |
| イゴール 85分 | レポート |                  |

| フーラッドシャフル・スタジアム、エスファハーン 観客数: 6,700 主審: チョ・ミュンヨン |

| 2010年5月12日 20:45 |

| アル・ヒラル                                                               | 3 - 0    | ブニョドコル |
| アル＝マルシャディー 9分 · ヴィルヘルムソン 57分 · チアゴ・ネーヴィス 61分 | レポート |              |

| キング・ファハド国際スタジアム、リヤド 観客数: 52,129 主審: ベンジャミン・ウィリアムス |

### 東アジア
| 2010年5月11日 19:30 |

| 城南一和                                 | 3 - 0    | ガンバ大阪 |
| モリーナ 74分 (pen.), 90分 · 宋号栄 84分 | レポート |            |

| 炭川総合運動場、城南 観客数: 9,368 主審: アブドゥッラー・アル・ヒラリ |

| 2010年5月11日 19:30 |

| 水原三星                | 2 - 0    | 北京国安 |
| ジョゼ・モタ 27分, 86分 | レポート |          |

| 水原ワールドカップ競技場、水原 観客数: 5,693 主審: アリ・アル・バドワウィ |

| 2010年5月12日 19:00 |

| 鹿島アントラーズ | 0 - 1    | 浦項スティーラース |
|                  | レポート | モタ 29分          |

| カシマサッカースタジアム、鹿嶋 観客数: 9,794 主審: ヴァレンティン・コヴァレンコ |

| 2010年5月12日 19:30 |

| アデレード・ユナイテッド                      | 2 - 3 (延長) | 全北現代                             |
| コーンスウェイト 78分 · ファン・ダイク 90+5分 | レポート     | エニーニョ 38分, 87分 · 李東国 116分 |

| ハインドマーシュ・スタジアム、アデレード 観客数: 12,015 主審: アブドゥルラフマン・アブドゥ |

## ノックアウトステージ
組み合わせ抽選は2010年5月25日にマレーシアのクアラルンプールで行われた。

### 準々決勝
第1戦が2010年9月15日、第2戦が2010年9月22日に実施。
| チーム #1    | 合計  | チーム #2          | 第1戦 | 第2戦 |
| ------------ | ----- | ------------------ | ----- | ----- |
| アル・ヒラル | 5 - 4 | アル・ガラファ     | 3 - 0 | 2 - 4 |
| ゾブ・アハン | 3 - 2 | 浦項スティーラース | 2 - 1 | 1 - 1 |
| 全北現代     | 1 - 2 | アル・シャバブ     | 0 - 2 | 1 - 0 |
| 城南一和     | 4 - 3 | 水原三星           | 4 - 1 | 0 - 2 |

#### 第1戦
| 2010年9月15日 20:35 |

| アル・ヒラル                                                                  | 3 - 0    | アル・ガラファ |
| アル＝シャルフーブ 13分 · アル＝フライディー 59分 · アル＝ジャイザーニー 85分 | レポート |                |

| キング・ファハド国際スタジアム、リヤド 観客数: 53,241 主審: 當麻政明 |

| 2010年9月15日 18:30 |

| ゾブ・アハン                              | 2 - 1    | 浦項スティーラース |
| イゴール 18分 · ラジャブザーデ 76分 (pen) | レポート | モタ 56分          |

| フーラッドシャフル・スタジアム、エスファハーン 観客数: 9,156 主審: アブドゥッラー・アル・ヒラリ |

| 2010年9月15日 19:00 |

| 全北現代 | 0 - 2    | アル・シャバブ                          |
|          | レポート | アル＝ヤマーニー 68分 · オリベーラ 90分 |

| 全州ワールドカップ競技場、全州 観客数: 6,784 主審: モフセン・トーキー |

| 2010年9月15日 19:30 |

| 城南一和                                                    | 4 - 1    | 水原三星    |
| ラドンチッチ 8分, 66分 · モリーナ 33分 · 梁相珉 82分 (o.g.) | レポート | 廉基勳 17分 |

| 炭川総合運動場、城南 観客数: 7,462 主審: アブドゥルラフマン・アブドゥ |

#### 第2戦
| 2010年9月22日 18:30 |

| アル・ガラファ                                                    | 4 - 2 (延長) | アル・ヒラル                                    |
| アッ＝ザイン 2分 · マフムード 38分, 102分 · エル＝アッサース 41分 | レポート     | アル＝カフタニ 117分 · アル＝メフヤーニー 119分 |

| アル・ガラファスタジアム、ドーハ 観客数: 13,632 主審: マリク・アブドゥル・バシール |

| 2010年9月22日 19:30 |

| 浦項スティーラース | 1 - 1    | ゾブ・アハン    |
| 金在成 10分        | レポート | ハラトバリ 80分 |

| 浦項スティールヤード、浦項 観客数: 8,617 主審: ベンジャミン・ウィリアムス |

| 2010年9月22日 20:15 |

| アル・シャバブ | 0 - 1    | 全北現代    |
|                | レポート | 金知雄 24分 |

| キング・ファハド国際スタジアム、リヤド 観客数: 8,340 主審: ヴァレンティン・コヴァレンコ |

| 2010年9月22日 19:30 |

| 水原三星                  | 2 - 0    | 城南一和 |
| 廉基勳 32分 · 李相湖 59分 | レポート |          |

| 水原ワールドカップ競技場、水原 観客数: 13,076 主審: ムフセン・バスマ |

### 準決勝
第1戦が2010年10月5日と6日、第2戦が2010年10月20日に実施。
| チーム #1      | 合計  | チーム #2     | 第1戦 | 第2戦 |
| -------------- | ----- | ------------- | ----- | ----- |
| アル・シャバブ | 4 - 4 | 城南一和 (ag) | 4 - 3 | 0 - 1 |
| ゾブ・アハン   | 2 - 0 | アル・ヒラル  | 1 - 0 | 1 - 0 |

#### 第1戦
| 2010年10月5日 20:00 |

| アル・シャバブ                                                      | 4 - 3    | 城南一和                         |
| オリベーラ 15分, 83分 · アルシャムラニ 57分 · ビン・スルターン 89分 | レポート | モリーナ 4分, 69分 · 趙在喆 26分 |

| キング・ファハド国際スタジアム、リヤド 観客数: 9,300 主審: マシュー・ブリーズ |

| 2010年10月6日 17:00 |

| ゾブ・アハン            | 1 - 0    | アル・ヒラル |
| ハッダーディファル 57分 | レポート |              |

| フーラッドシャフル・スタジアム、エスファハーン 観客数: 9,811 主審: スブヒディン・モハマド・サレー |

#### 第2戦
| 2010年10月20日 19:30 |

| 城南一和    | 1 - 0    | アル・シャバブ |
| 趙東建 31分 | レポート |                |

| 炭川総合運動場、城南 観客数: 10,996 主審: アリ・アル・バドワウィ |

| 2010年10月20日 20:00 |

| アル・ヒラル | 0 - 1    | ゾブ・アハン  |
|              | レポート | イゴール 55分 |

| キング・ファハド国際スタジアム、リヤド 観客数: 68,752 主審: ラフシャン・イルマトフ |

### 決勝
| 2010年11月13日 19:00 |

| 城南一和                                        | 3 - 1    | ゾブ・アハン    |
| オグネノヴスキ 29分 · 曺秉局 53分 · 金喆淏 83分 | レポート | ハラトバリ 67分 |

| 国立競技場、東京 観客数: 27,308 主審: 西村雄一 |

| AFCチャンピオンズリーグ 2010 優勝 |
| --------------------------------- |
| 大韓民国の旗                      |
| 城南一和天馬 2回目                |

## 得点ランキング
| 順位 | 選手名                     | 所属クラブ                    | GL1 | GL2 | GL3 | GL4 | GL5 | GL6 | R16 | QF1 | QF2 | SF1 | SF2 | 決勝 | 合計 |
| ---- | -------------------------- | ----------------------------- | --- | --- | --- | --- | --- | --- | --- | --- | --- | --- | --- | ---- | ---- |
| 1    | ジョゼ・モタ               | 水原三星ブルーウィングス      |     | 1   | 2   | 1   | 1   | 2   | 2   |     |     |     |     |      | 9    |
| 2    | マウリシオ・モリーナ       | 城南一和天馬                  | 1   |     |     | 1   |     |     | 2   | 1   |     | 2   |     |      | 7    |
| 3    | レアンドロ                 | アル・サッド                  |     | 3   | 2   |     |     |     |     |     |     |     |     |      | 5    |
| 3    | フラヴィオ・アマド         | アル・シャバブ                |     | 2   |     | 2   |     | 1   |     |     |     |     |     |      | 5    |
| 3    | ファルハード・マジーディー | エステグラル                  | 2   |     | 2   |     |     | 1   |     |     |     |     |     |      | 5    |
| 3    | デニウソン                 | ブニョドコル                  | 1   | 2   |     |     |     | 2   |     |     |     |     |     |      | 5    |
| 3    | アラウージョ               | アル・ガラファ                |     | 1   |     |     | 3   |     | 1   |     |     |     |     |      | 5    |
| 3    | エニーニョ                 | 全北現代モータース            |     | 1   |     |     | 2   |     | 2   |     |     |     |     |      | 5    |
| 3    | ヤセル・アル＝カフタニ     | アル・ヒラル                  | 2   | 1   |     | 1   |     |     |     |     | 1   |     |     |      | 5    |
| 3    | メフディー・ラジャブザーデ | メス・ケルマーン/ゾブ・アハン | 2   |     |     |     | 1   | 1   |     | 1   |     |     |     |      | 5    |
| 3    | モハマド・レザ・ハラトバリ | ゾブ・アハン                  |     |     | 1   | 1   |     | 1   |     |     | 1   |     |     | 1    | 5    |